# Federació Catalana d'Esquí Nàutic
La Federació Catalana d'Esquí Nàutic (FCENW) és l'organisme rector que ordena, impulsa i dirigeix l'activitat esportiva de l'esquí nàutic i el wakeboard a Catalunya. Forma part de la Unió de Federacions Esportives de Catalunya.

## Història
L'esquí nàutic va arribar a Catalunya els anys cinquanta, el 1969 va comptar amb un primer campió del món, Víctor Palomo, però no va tenir una Federació Catalana pròpia fins a l'any 1976 amb Jordi Avancés com a primer president. El seu precedent va ser la Zona Catalana d'Esquí Nàutic que depenia de la Federació Espanyola la qual s'havia creat el 1965. Des d'aquell primer moment, en la promoció d'aquest esport a Catalunya, a més dels directius de la mateixa federació, cal destacar el paper jugat per Andreu Morros, des de la presidència de la Federació Espanyola, o Isidre Oliveras, des de la presidència de la Unió Mundial d'Esquí Nàutic. Les estades que la federació va posar en marxa des de finals dels anys vuitanta en col·laboració amb la Generalitat de Catalunya a diversos clubs com el Club Nàutic Vic-Sau, el Club Esquí Nàutic Tremp-Salàs, el Club Nàutic Sant Pere Pescador, el Club Esquí Sant Ponç i el Centre Mill Esquí Competició de Ventalló, han estat un planter d'esquiadors juntament amb el Circuit Català de clàssiques, creat el 1997. La federació se n'encarrega de la promoció i la regulació a Catalunya de totes les modalitat l'esquí nàutic (eslàlom, figures, salts, curses i esquí-surf (wakeboard). Al llarg de la seva història, ha acollit diversos campionats internacionals de primer nivell, com el Campionat d'Europa júnior (Banyoles, 1984), el Campionat Mundial de Curses (Blanes-el Balís-Barcelona, 1985), el Campionat d'Europa sub-21 (Canal Olímpic de Castelldefels, 1993), diversos campionats europeus (Port Ginesta, Roc de Sant Gaietà, Sant Carles de la Ràpita) o la Spanish Masters (1987-1992, al riu Fluvià).

## Presidents

### Jordi Avancés Brunet (1975-1979)
Va ser el primer president de la federació, quan aquesta va néixer oficialment com a tal el 10 de març de 1976, encara que des d'un any abans ocupava el càrrec de delegat de la Zona Catalana d'aquest esport, amb seu a Barcelona. Va ser també membre de la Junta Directiva de la Federació Espanyola d'’Esquí Nàutic i de la Unió Esportiva d'Horta, club del qual va ser president entre 1980 i 1992, formà part de la Junta Directiva de la Federació Catalana de Basquetbol, i va ser president de la Comissió de Clubs de waterpolo de la Federació Espanyola de Natació i posteriorment de l'Associació Espanyola de Clubs de waterpolo.

### Joan Ramon Poblet Andreu (1979-1981)
Delegat de la Federació Espanyola a Catalunya durant els anys seixanta i posteriorment vicepresident durant els anys setanta, va destacar per la creació d'un programa d'entrenament de nivell a Banyoles, Tremp i Castelldefels. Durant el seu mandat va promocionar l'esquí nàutic des de la base, creant uns cursets a Banyoles, on hi havia el centre oficial de la federació, amb el lema ‘aprenent jugant’ per a nens i nenes de 5 a 13 anys.

### Joan Martínez Valero (1981-1985)
Esquiador de la modalitat de curses, de la qual va ser campió de Catalunya de veterans, es va convertir el 1983 en el primer president de la Federació Catalana amb entitat jurídica pròpia. Sorgit del Club Nàutic Segur de Calafell, del qual va ser delegat de la secció d'esquí nàutic. Va ser president el 1981 i el mes de juny de 1985, va dimitir per presentar-se a les eleccions a la Federació Espanyola. El mes de febrer de 1984, va ser elegit membre de la Junta Directiva del grup europeu de la Unió Mundial d'Esquí Nàutic (UMEN). I el 14 de juliol de 1985 va ser elegit president de la Federació Espanyola, de la qual havia estat vicepresident. També havia estat president del Comitè Nacional de curses de la Federació Espanyola i membre del Consell Europeu de Curses-grup II.

### Joan Mercadé Brullés (1985-1987)
Vicepresident durant el mandat de Joan Martínez va ser elegit president com a candidat únic quan aquest va dimitir el mes de juny de 1985 i es va mantenir en el càrrec fins al 1987, quan el va deixar. Procedent de la modalitat de curses, també va formar part com a vocal de la Junta Directiva de la Federació Espanyola. Durant el seu mandat, Catalunya va ser la seu, el mes de setembre de 1985, del Campionat del Món de curses que va tenir lloc a Blanes, el Balís-Mataró i Barcelona.

### Albert Perrín Calvet (1987-1988)
Expresident del Club Nàutic Cubelles, durant l'any en el qual es va mantenir en la presidència també va ser vicepresident de la Federació Espanyola.

### Miquel López Sales (1988-1989)
Membre de la Junta Directiva presidida per Albert Perrín, va ser un gran pilot de curses, com ho demostren els quatre campionats de Catalunya i els dos d'Espanya que va guanyar i les seves bones actuacions en campionats internacionals. Al marge d'aquesta faceta i la de directiu, també va ser jutge internacional d'esquí nàutic.

### Francisco Ordax Villa (1989-1997)
Sorgit del Club Nàutic Segur de Calafell, també va ser membre de la junta directiva de la Federació Espanyola. Durant els vuit anys que va durar la seva presidència, l'esquí nàutic català va evolucionar molt, es van posar en marxa els duels Catalunya-Occitània, es van consolidar els Spanish Masters nocturns a Sant Pere Pescador i es van celebrar competicions internacionals com l'Europeu sub-21 al Canal Olímpic de Castelldefels.

### Albert Camprubí Duocastella (1997-2010)
Esportista multidisciplinari, va practicar el muntanyisme, el senderisme, el piragüisme d'aigües braves i l'esquí nàutic. Va ingressar com a soci en el Club Esquí Sant Ponç, i poc temps després es va convertir en el seu president, organitzant els primers campionats interclubs. Els dos grans objectius durant el seu mandat van ser els programes d'’entrenament i la creació d'un centre de tecnificació. El primer el va aconseguir, com ho demostren els bons resultats dels esquiadors catalans, i el segon el va deixar encaminat quan va acabar el seu mandat.

### Manel Pintó Badrenas (2010-)
Homologador en nombroses competicions, la seva gestió està encaminada a seguir la promoció d'aquest esport des de la base, igual que el seu antecessor, tot organitzant estades de tecnificació a Catalunya i a l'estranger i els esportistes catalans han seguit nodrint la selecció espanyola i obtenint molt bons resultats tant a nivell estatal com internacional.